# Covarrubias
Covarrubias è un comune spagnolo di 560 abitanti situato nella comunità autonoma di Castiglia e León.
Il comune comprende la località di Ura.
Poco distante dal centro, nei pressi del fiume Arlanza, vennero girate le scene inerenti alla fittizia battaglia sul ponte di Langstone nel film Il buono, il brutto, il cattivo.

## Amministrazione

### Gemellaggi
- Penne-d'Agenais, dal 1990